# Boevange
Boevange (en luxemburguès: Béigen; alemany: Bögen) és una vila de la comuna de Wincrange, situada al districte de Diekirch del cantó de Clervaux. Està a uns 50 km de distància de la ciutat de Luxemburg.

## Història
Boevange va ser una comuna fins a l'1 de gener de 1978 quan es va fusionar amb altres pobles per formar la nova comuna de Wincrange. Incloïa els pobles de Boevange, Crendal, Deiffelt, Doennange, Hamiville, Lullange, Troine i Wincrange.